# Antipterna trilicella
Antipterna trilicella es una especie de mariposa de la familia Oecophoridae.
Fue descrita científicamente por Meyrick en 1885.